# 七条剛
七条 剛（ななじょう つよし）は、日本のライトノベル作家である。

## 概要
一時期、エンジニアとして活動していた経歴を持つ。第4回GA文庫大賞で作品『ユーキノカケラ』が優秀賞を受賞、後に『うちの居候が世界を掌握している!』と改題され同作でデビューした。但し、本人は選考結果などは一切確認していなかったため、受賞の連絡を書類不備の連絡だと勘違いしたと話している。

## 作品一覧
- 『うちの居候が世界を掌握している!』（イラスト: 希望つばめ、GA文庫〈SBクリエイティブ〉）[5]
- 『ヴァリアブル・アクセル』（イラスト: 四季童子、GA文庫〈SBクリエイティブ〉）[6]
- 『レーゼンシア帝国繁栄紀』（イラスト: ゆきさん、GA文庫〈SBクリエイティブ〉）[7]
- 『ちょろいんですが恋人にはなれませんか?』（イラスト: TwinBox、GA文庫〈SBクリエイティブ〉）[8]
- 『僕の軍師は、スカートが短すぎる〜サラリーマンとJK、ひとつ屋根の下』（イラスト: パルプピロシ、GA文庫〈SBクリエイティブ〉）[9]